# Serjania thoracoides
Serjania thoracoides är en kinesträdsväxtart som beskrevs av Ludwig Radlkofer. Serjania thoracoides ingår i släktet Serjania och familjen kinesträdsväxter. Inga underarter finns listade i Catalogue of Life.